# Dichapetalum longipetalum
Dichapetalum longipetalum är en tvåhjärtbladig växtart som beskrevs av William Grant Craib. Dichapetalum longipetalum ingår i släktet Dichapetalum och familjen Dichapetalaceae. Inga underarter finns listade i Catalogue of Life.